# Papilio appalachiensis
Papilio appalachiensis is een vlinder uit de familie van de pages (Papilionidae). De soort werd in 2002 beschreven en komt alleen voor in de Appalachen. De soort vliegt enkel in het voorjaar, en is groter dan de dan vliegende exemplaren van de gelijkende soorten Papilio glaucus en Papilio canadensis. De mannetjes hebben een spanwijdte van 50 tot 62 millimeter, de vrouwtjes van 50 tot 65 millimeter. De waardplant(en) van de soort zijn nog onbekend.